# ドン・キャノン
ドン・キャノン (Don Cannon、1979年8月2日 - ) は、アメリカ合衆国のDJ/音楽プロデューサー。ペンシルベニア州・フィラデルフィア出身で、本名はドナルド・アール・キャノン。
これまでにヤング・ジージーらの人気ラッパーに、数多くのヒット曲を提供してきた。また、DJドラマと共同で「アフィリエイツ・ミュージック・グループ」という会社を立ち上げている。

## プロデュースしたアーティスト
- T.I.
- J・コール
- アウトキャスト
- ヤング・ジージー
- リュダクリス